# Tilt-shift

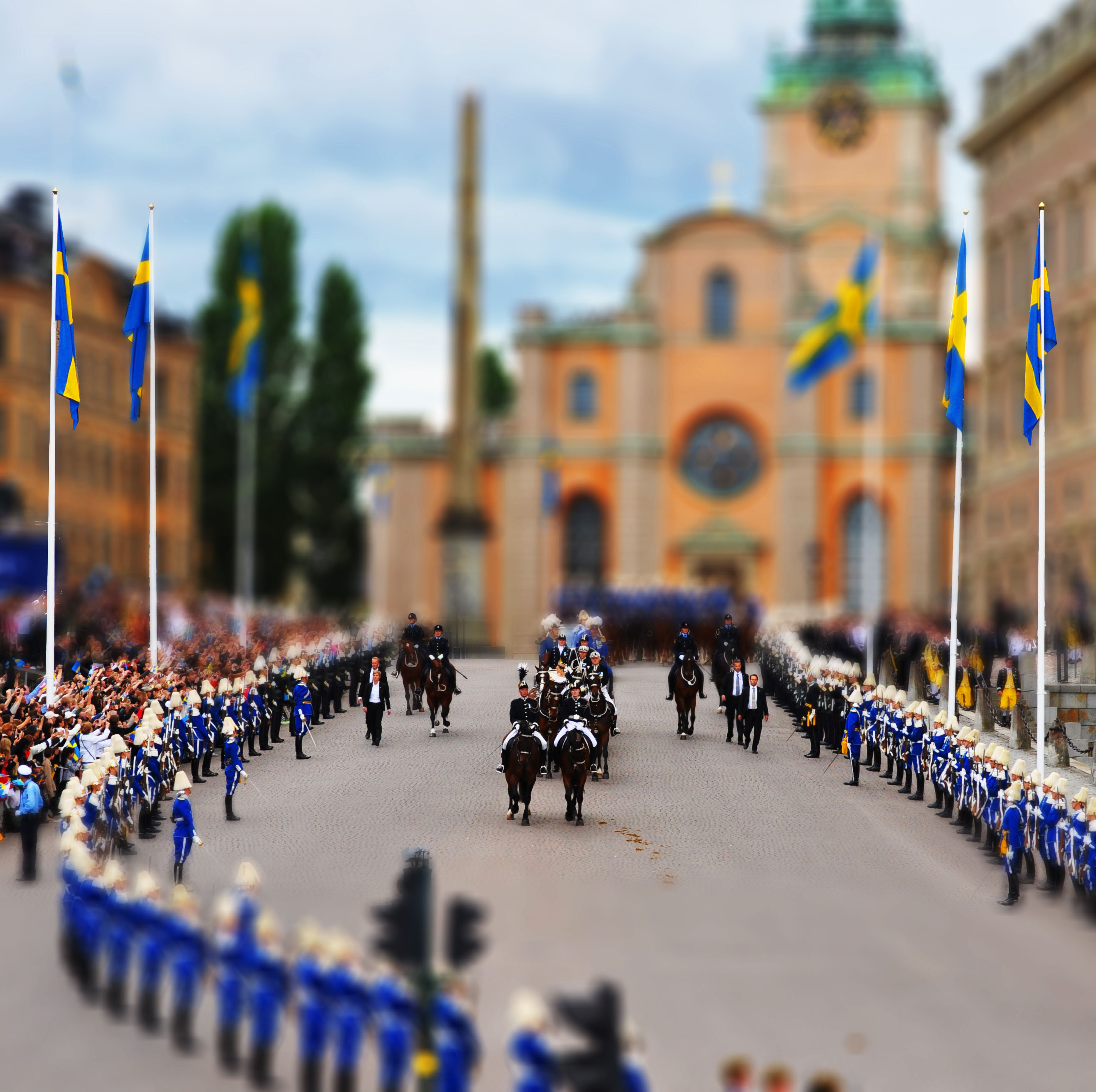
Przykład zastosowania techniki Tilt-shift – „efekt makiety”, polegający na ekstremalnym rozmyciu tła fotografowanego motywu.

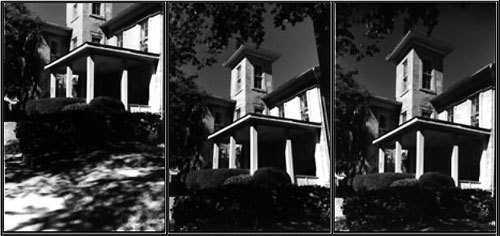
Korygowanie perspektywy za pomocą funkcji „shift”: 1) obiektyw standardowy bez odchylenia, 2) obiektyw standardowy odchylony, 3) obiektyw z funkcją „shift”

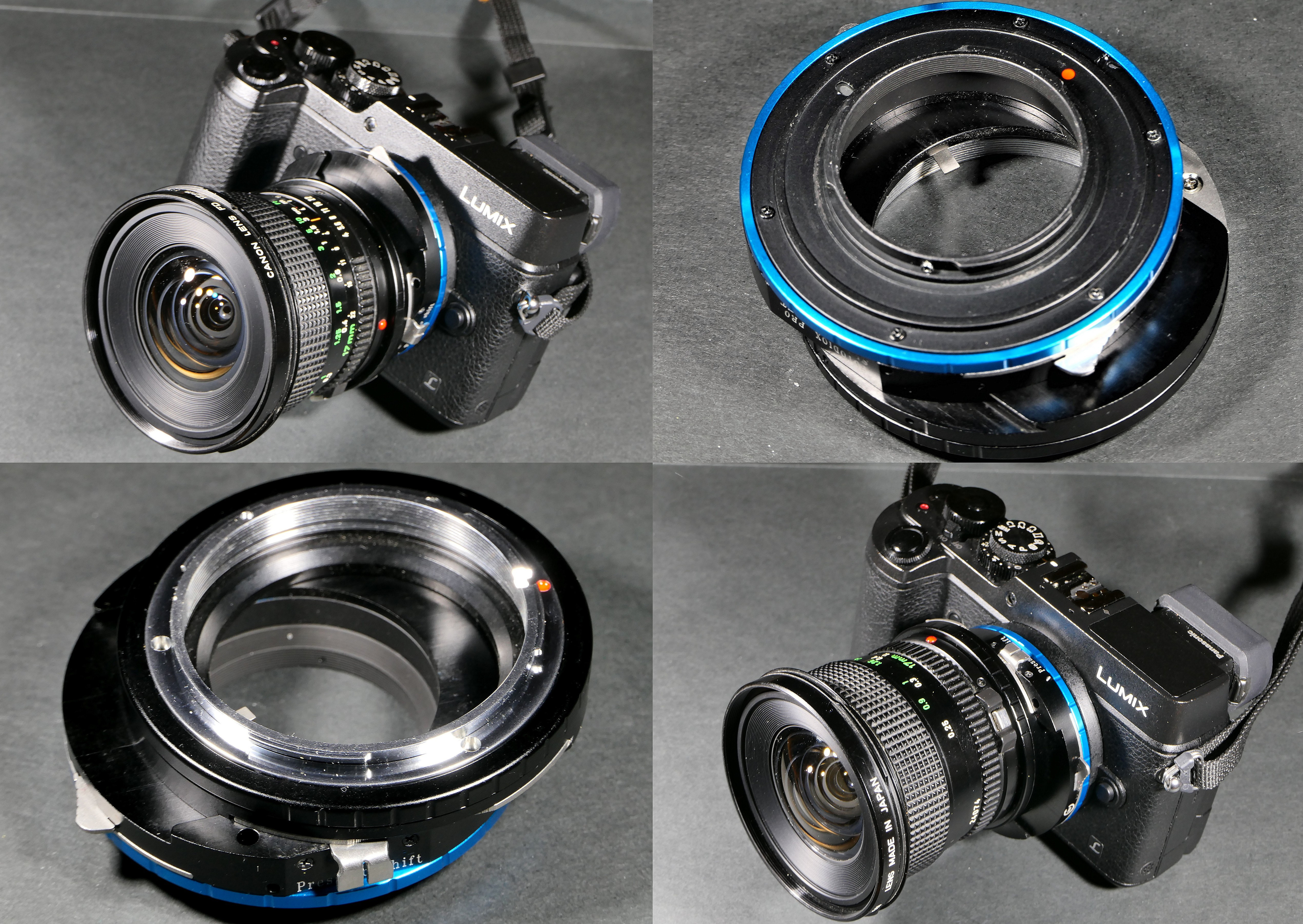
Adapter typu shift dla aparatu z matrycą 4/3

Tilt-shift – technika fotograficzna stosowana w obiektywach z możliwością przesunięcia osi optycznej, dzięki czemu można korygować perspektywę na zdjęciu (zgodnie z regułą Scheimpfluga) bez konieczności używania programu graficznego. Przy pomocy operacji tilt („pochył” lub „pokłon” w polskim nazewnictwie) możliwa jest kontrola płaszczyzny ostrości, a dzięki operacji shift („przesunięcie” – „przesuw”) – kontrola perspektywy.
Najczęstszym obszarem zastosowania obiektywów tilt-shift jest fotografia architektury. Dzięki opcji przesunięcia obiektywy TS umożliwiają uniknięcie zjawiska nienaturalnie pochyłych ścian budynków, co jest typowe w przypadku użycia tradycyjnej optyki. Za pomocą obiektywów TS można też w istotnym stopniu kontrolować głębię ostrości: maksymalizować ją lub minimalizować, uzyskując specyficzny „efekt makiety”. Dzięki swej specyfice optyka TS pozwala bowiem na bardzo duże rozmycie tła oraz skupienie ostrości na pojedynczym obiekcie w wybranym fragmencie kadru.
Głównymi producentami obiektywów TS są Canon z serią TS-E oraz Nikon z Nikkor Perspective Control (PC-E), w 2013 r. pierwszy obiektyw tego typu wyprodukowała również firma Samyang. Można także dokupić adapter tilt-shift do obecnie produkowanych aparatów z wymienną optyką, działający z obiektywami do aparatów małoklatkowych lub średnioformatowych. Taki zestaw również umożliwia zarządzanie perspektywą, choć efekty działań (jakość techniczna zdjęć) są kontrowersyjne.

## Obiektywy tilt shift

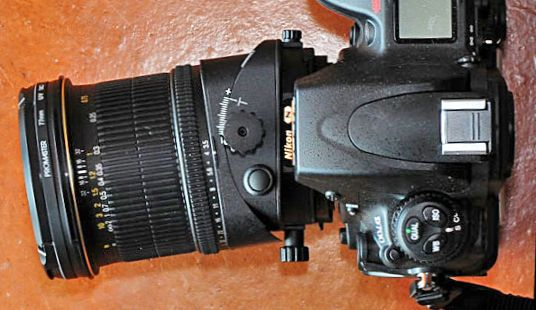
Obiektyw Nikkor 24 mm PC-E w trybie „tilt” – pochyłu

Canon – TS-E
- TS-E 17mm f/4L
- TS-E 24 f/3.5L
- TS-E 24 f/3.5L II
- TS-E 45 f/2.8
- TS-E 90 f/2.8

Nikon – PC-E
- NIKKOR 85mm f/2.8D PC-E
- NIKKOR 45mm f/2.8D ED PC-E
- NIKKOR 24mm f/3.5D ED PC-E

Samyang – T-S
- T-S 24mm f/3.5 ED AS UMC

## Przejściówki
Istnieją firmy takie jak Fotodiox czy Kipon, które produkują przejściówki dające możliwości tilt-shift lub tylko jedno z dwóch tilt albo shift. Podpiąć można tylko obiektywy z większego elementu światłoczułego. Jest to spowodowane tym, że obiektyw typu shift, musi mieć większą powierzchnie, na którą pada światło. Natomiast, aby móc korzystać z adaptera, odległość od obiektywu musi być odpowiednio większa. Podpiąć można np. obiektywy z mocowaniem Nikon F do aparatów bez lusterkowych lub obiektywy średnioformatowe do aparatów pełno klatkowych lub APS-C. Jest to rozwiązanie o wiele tańsze niż dedykowane obiektywy typu tilt-shift.
Firma Lensbaby, także miała w swojej ofercie produkt, o nazwie Tilt Transformer, który umożliwiał podpięcie obiektywów z mocowaniem Nikon F do aparatów z matrycą 4/3.

## Inne techniki i obiektywy
Wspomniana wcześniej firma Lensbaby to firma, która produkuje także inne obiektywy dające kreatywne efekty, które także umożliwiają ograniczone efekty typu tilt bez opcji shift. Obiektywem z linii Edge można np. uzyskać efekt miniatury, optycznie możliwy tylko za pomocą obiektywu typu Tilt-Shift.
Freelensing jest to technika, która także daje możliwości typu tilt, polega ona na odpięciu obiektywu od aparatu i pochylanie go ręcznie. Może jednak wymagać zmodyfikowania obiektywu aby zmniejszyć dystans od matrycy (w przypadku obiektywu z tego samego systemu).